# Hiroshima Kokusai Animation Festival
Hiroshima Kokusai Animation Festival (jap. 広島国際アニメーションフェスティバル, Hiroshima Kokusai animēshon fesutibaru, dt. „Internationales Animationsfestival Hiroshima“) war ein Filmfestival, das zwischen 1985 und 2020 in Hiroshima stattfand. Es war eines der international bedeutendsten Festivals für Animationsfilme und das wichtigste in Asien.
Das Festival wurde von der Association internationale du film d’animation (Asifa) gegründet. Der Austragungsort Hiroshima wurde wegen seiner Geschichte ausgewählt, um „Gedanken der Einheit“ in Form von Kunst zu fördern. Die Festivalleiterin war seit dem ersten Festival Sayoko Kinoshita, die auch maßgeblich an der Gründung beteiligt war. Die ersten beiden Male fand das Festival an ungeraden Jahren (1985 und 1987) statt, seit 1990 fand es zweijährlich an geraden Jahren im August statt. Im November 2020 wurde bekannt, dass das Festival eingestellt werde. Die Stadt Hiroshima zog sich als Sponsor zurück, da das Festival für die lokale Bevölkerung wenig zugänglich sei. Stattdessen kündigte sie ein umfassenderes Kulturfestival an, bei dem es auch einen Animationswettbewerb geben sollte. Die japanische Asifa-Gruppe war darin nicht mehr involviert. Die erste Ausgabe des Nachfolgefestivals (jap. ひろしまアニメーションシーズン, englisch Hiroshima Animation Season) fand im August 2022 statt.
Die wichtigste Sektion ist der Wettbewerb. Während 1985 noch etwa 450 Filme eingesandt wurden, um sich für eine Aufführung beim Festival zu bewerben, waren es 2006 über 1.700. Eine internationale Jury, oft aus vormaligen Preisträgern bestehend, vergab mehrere Auszeichnungen. Von diesen war der Grand Prix für den besten Kurzfilm am wichtigsten.

## Preisträger des Grand Prix
- 1985: Broken Down Film (Onboro Film / おんぼろフィルム) – Osamu Tezuka (Japan)
- 1987: Der  Mann, der Bäume pflanzte (L’homme qui plantait des arbres) – Frédéric Back (Kanada)
- 1990: Die Kuh (Корова) – Alexander Petrow (Sowjetunion)
- 1992: The Sandman – Paul Berry (Vereinigtes Königreich)
- 1994: Le fleuve aux grandes eaux – Frédéric Back (Kanada)
- 1996: Repete – Michaela Pavlátová (Tschechien)
- 1998: Die alte Dame und die Tauben (La vieille dame et les pigeons) – Sylvain Chomet (Kanada / Frankreich)
- 2000: When the Day Breaks – Wendy Tilby und Amanda Forbis (Kanada)
- 2002: Father and Daughter – Michael Dudok de Wit (Vereinigtes Königreich / Niederlande)
- 2004: Atama-yama (頭山) – Kōji Yamamura (Japan)
- 2006: Milch – Igor Kowaljow (Vereinigte Staaten)
- 2008: Kafka – Inaka Isha (カフカ 田舎医者) – Kōji Yamamura (Japan)
- 2010: Sinna Mann – Anita Killi (Norwegen)
- 2012: Ya videl kak mishy kota horonili – Dmitry Geller (China)
- 2014: The Bigger Picture – Daisy Jacobs (Vereinigtes Königreich)
- 2016: The Empty (빈방) – Jeong Dahee (Südkorea)
- 2018: Splendida Moarte Accident – Sergiu Negulici (Rumänien)
- 2020: Tochter (Dcera) – Daria Kashcheeva (Tschechien)